# 小行星3826
小行星3826（英語：3826 Handel）是一颗围绕太阳公转的小行星。1973年10月27日，佛蒙特·伯根在陶腾堡发现了此天体。
这颗小行星的绝对星等为258.0267434875545等。